# Pseudobrephos baynei
Pseudobrephos baynei är en fjärilsart som beskrevs av Louis Beethoven Prout 1910. Pseudobrephos baynei ingår i släktet Pseudobrephos och familjen mätare. Inga underarter finns listade i Catalogue of Life.